# Айдзава, Сая
Сая Айдзава (яп. 会沢 紗弥 Айдзава Сая, род. 9 сентября 1999 года, префектура Сайтама, Япония) — японская сэйю.

## Биография
Сая Айдзава родилась 9 сентября 1999 года в префектуре Сайтама. С юных лет ей нравилась актёрская игра и пение, однако она никогда не хотела стать актрисой или певицей. Решила работать в сфере озвучивания на шестом году учёбы в начальной школе, когда увидела аниме-сериал Bakemonogatari от студии Shaft. Позднее Айдзава призналась, что является поклонницей работ данной студии, в частности, сериалов Monogatari и «Прощайте, горе-учитель». Своей любимой актрисой-сэйю называет Юкари Тамуру.
В 2016 году прошла пробы в подразделение озвучивания агентства Stardust Promotion и начала карьеру сэйю. В 2017 году стала участницей сформированного агентством певческого сэйю-коллектива SoundOrion. В этом же году получила роль Хироми Сэки в аниме-сериале The Idolmaster Cinderella Girls Theater (2017—2019). 13 апреля 2019 года в официальном блоге её агентства было объявлено, что Айдзава покинет SoundOrion после мероприятия, которое состоялось 5 мая этого же года. Позже вошла в состав сэйю-коллектива SHiFT для карточной коллекционной игры Z/X.
В декабре 2020 года Айдзава получила главную роль в аниме-сериале Taisho Otome Fairy Tale (2021), в котором озвучила юную деву («отомэ») Юдзуки Татибану. В марте 2022 года была утверждена на роль Кисары в Engage Kiss, в апреле этого же года — на роль Кагэцу в In the Heart of Kunoichi Tsubaki, а в сентябре — на роль Шерри Барнетт в The Eminence in Shadow. В My Life as Inukai-san’s Dog (2023) озвучила Карэн Инукай и совместно с Маю Сагарой и Юриэ Кодзакаи исполнила закрывающую музыкальную тему «Let’s Go My House!!!». В числе других ролей Айдзавы: Касуми Янаги в Too Cute Crisis (2023), Лулу в Brave Bang Bravern! (2024), Амако в The Wrong Way to Use Healing Magic (2024) и Аяно Кимисима в Tokidoki Bosotto Roshia-go de Dereru Tonari no Alya-san (2024).
1 декабря 2023 года Айдзава взяла перерыв в карьере по состоянию здоровья. Возобновила свою карьеру 24 января 2024 года.

## Избранная фильмография

### Аниме-сериалы
2017
- Buppu na Mainichi — Боку
- Seiren — Рин Сандзё
- The Idolmaster Cinderella Girls Theater — Хироми Сэки

2018
- Chio’s School Road — Тихару Андо
- The Idolmaster Cinderella Girls Theater (продолжение) — Хироми Сэки

2019
- Chidori RSC — Кодзакура Конно
- The Idolmaster Cinderella Girls Theater (продолжение) — Хироми Сэки

2021
- Mushoku Tensei: Jobless Reincarnation — Норн Грейрат
- Selection Project — Судзунэ Сакураи
- Taisho Otome Fairy Tale — Юдзуки Татибана[6]
- The Slime Diaries — Кокобу

2022
- Engage Kiss — Кисара[7]
- In the Heart of Kunoichi Tsubaki — Кагэцу[8]
- The Demon Girl Next Door — Нагаяма
- The Eminence in Shadow — Шерри Барнетт[9]
- The Executioner and Her Way of Life — Милли

2023
- Classroom for Heroes — Катр[18]
- I Shall Survive Using Potions! — Эме
- My Life as Inukai-san’s Dog — Карэн Инукай[10]
- Too Cute Crisis — Касуми Янаги[12]

2024
- Brave Bang Bravern! — Лулу[13]
- Kinokoinu: Mushroom Pup — Дитя Выпуска
- Mushoku Tensei: Jobless Reincarnation (вторая часть второго сезона) — Норн Грейрат[19]
- Mysterious Disappearances — Нодока Амэцути[20]
- No Longer Allowed in Another World — Ария[21]
- The Wrong Way to Use Healing Magic — Амако[14]
- Tokidoki Bosotto Roshia-go de Dereru Tonari no Alya-san — Аяно Кимисима[15]

2025
- Clevatess — Луна[22]
- Food for the Soul — Нана Хоси[23]
- I’m Living with an Otaku NEET Kunoichi!? — Хина Идзуми[24]
- Sawaranaide Kotesashi-kun — Идзуми Сумиёси[25]
- Secrets of the Silent Witch — Моника Эверетт[26]
- Solo Camping for Two — Саё Одзора[27]
- Sword of the Demon Hunter: Kijin Gentosho — Нацу[28]
- Uma Musume: Cinderella Gray — Мэдзиро Ардан[29]

### Аниме-фильмы
- 2016 — Orange: Future — Хару

### OVA/ONA
- 2020—2021 — Strike the Blood IV — Сидзури Кастиэлла Касугая[30][31]
- 2022 — Strike the Blood Final — Сидзури Кастиэлла Касугая[32]
- 2025 — Bullet/Bullet — Убойная Эмма[33]

### Компьютерные игры
2017
- Gyakuten Othellonia — Риналия[34]
- The Idolmaster Cinderella Girls — Хироми Сэки
- Trickster: Shokan Samurai ni Naritai — Розалин[35]

2018
- Ange Vierge: Girls Battle — Сирам 999[36]
- Kosei Shojo: Do the Scientists Dream of Girls’ Asterism? — Ди Альгеди[37]
- Soten no Skygalleon — Сисили

2019
- Arca Last: The World That Ends and the Fruit of the Diva — Вэру[38]
- For Whom the Alchemist Exists — Сьюи[39]
- LOST:SMILE memories + promises — Мэгуми Итидзё[40]
- Megido 72 — Биваль
- Z/X Code OverBoost —  Пектилис

2020
- 100% Orange Juice! — Лулу[41]
- Brown Dust — Диана
- Kingdom of Hero — Астарот
- Koya no Kotobuki Hikotai: Ozora no Take Off Girls! — Мадока, Тиё
- Monster Strike — Марта

2021
- Uma Musume Pretty Derby — Мэдзиро Ардан

2022
- Action Taimanin — Сора Каннадзуки
- Azur Lane — Помпео Магно[42]
- Heaven Burns Red — Шарлотта Скоповская[43]
- Quiz RPG: The World of Mystic Wiz — Батин[44]
- The Eminence in Shadow: Master of Garden — Шерри Барнетт[45]

2023
- Brown Dust 2 — Сильвия[46]
- Engage Kill — Кисара[47]
- Kemono Friends 3 — белый павлин

2024
- D4DJ Groovy Mix — Мисудзу Бэссё
- Honkai Impact 3rd — Корали
- Hoyeon — Марина Глен[48]
- Mado Monogatari: Fia and the Mysterious School — Фиа[49]

2025
- Genshin Impact — Юмэмидзуки Мидзуки[50]

### Другие роли
- 2022 — озвученный комикс Zannen Yosei Doruma-san — Митиру[51]